# Legend of Hell
Legend of Hell (englisch wörtlich für „Legende der Hölle“) ist ein deutscher Horrorfilm von Olaf Ittenbach aus dem Jahr 2012. Ittenbach hat neben Regie, Drehbuch und Produktion auch die Spezialeffekte dieses Films realisiert.

## Handlung
Die 38-jährige Selma, eine Archäologin, entdeckt bei Ausgrabungen in Marokko ein 5000 Jahre altes Portal, dessen Tor durch einen eigenartigen Mechanismus von innen verschlossen ist. Dabei ist eine ebenso alte Karte, verfasst in einer codierten Geheimsprache, die seit mehr als 3000 Jahren nicht mehr gesprochen wird. Kurze Zeit später will ihr Gabriel Moses, ein angeblich alter Kunsthändler, das Schriftstück unbedingt abkaufen.
Bei der Übergabe kommt es zum Streit und Moses erschießt Selma und sie gerät ins Mittelalter. Zufällig gelangt sie in den Besitz eines von 3 geheimnisvollen Amuletten, verliert dies aber gleich wieder an Moses’ Schergen. Dann wird Selma ermordet. Von nun an verändert sich diese Welt für sie eklatant. Merkwürdige Wesen tauchen auf und trachten nach ihrem Leben. Ein dunkelhäutiger Mann, David, taucht auf und bringt sie an allen monströsen Kreaturen vorbei zu den beiden Wegführern Elias und Luise.
Er erklärt ihr, dass sie in ihr erstes Leben zurückgekehrt sei, um das Tor zur Hölle zu schließen. Sie habe das Amulett in ihrem ersten Leben an Moses abgegeben. In ihrem zweiten Leben, im Jahr 2009, hat sie das Portal zur Hölle gefunden. David selbst hat vor 2600 Jahren eines an Moses verloren und auch Luise verlor im frühen Mittelalter eines an Moses. Moses ist unsterblich geworden und die Karte gibt Aufschluss darüber, dass diese drei Amulette zusammen einen Schlüssel ergeben, mit dem man das Tor zur Hölle entriegeln kann. Selma muss nun ihre Erinnerung an ein Leben finden, das sie im Jahr 2009 gelebt hat und die Karte finden, die sie versteckt hat.
Ein langer Weg führt sie nun durch die Abgründe der Hölle, um an jenen zukünftigen Ort zu gelangen an dem die Karte versteckt ist und sie zu vernichten. Je näher sie an ihr Ziel kommen, müssen sie feststellen, dass Moses das Tor zur Hölle auf Erden längst entriegelt hat.

## Kritik
- Jason von schnittbericht.com meinte es sehe doch stark nach einer intelligenten, innovativen Geschichte aus, einhergehend mit gut aufgelegten Darstellern, hervorragenden Effekten und viel Gefühl für geschliffene Dialoge und gut getimte Actionszenen. Es wäre so, wie ein ordentlicher Indiehorrorfilm aussehen soll.[1]
- Trasher schrieb, Ittenbachs Werke würden immer schlechter werden. […] Er fragt sich, warum der Film nur auf DVD erscheint, weil selbst der grottenschlechte "No Reason" sogar eine Blu-Ray Veröffentlichung spendiert bekommen hat. […][1]

## Hintergrund
Ittenbach finanzierte den Film über eine Fanspendenaktion, bei der jeder mindestens 50 Euro spenden sollte. Insgesamt kam auf diese Weise ein sechsstelliges Filmbudget zustande, was Legend of Hell als Low-Budget-Film ausweist.
Der DVD-Start war am 31. Januar 2013.